# Tears
Tears war eine Girlgroup aus der Schweiz.

## Entstehung
Der Schweizer Fernsehsender TV3 startete nach Vorbild der international ausgestrahlten Casting-Show Popstars mit einer Schweizer Ausgabe, bei der sich rund 1200 Mädchen bewarben.
Am Ende des Castings, am 11. November 2001, stand die Band Tears fest. Dieser Name ergab sich aus den Anfangsbuchstaben der Vornamen der Mädchen:
- Tiffany  (* 6. Mai 1980) aus Kirchberg
- Evelyn (* 6. Dezember 1980[1]) aus Zürich
- Amanda Nikolic (* 14. September 1978) aus Wettingen
- Romina (* 7. Dezember 1982) aus Bern

## Karriere
Die erste Single M.U.S.I.C. erreichte auf Anhieb den ersten Platz in der Schweizer Hitparade. Mit der zweiten Single Dreamin’ gab es Terminprobleme, der Titel erschien erst über ein Jahr nach der ersten Veröffentlichung. Die Band konnte den Erfolg des ersten Titels nicht wiederholen. Das angekündigte Album En Rouge sollte kurz darauf folgen, wurde aber mehrfach verschoben und erschien schliesslich erst nach der zweiten Single der Gruppe. Unter den Produzenten des Albums wurde der ehemalige Modern-Talking-Sänger Thomas Anders aufgeführt.
Tears traten als Vorband der zur gleichen Zeit entstandenen Popstars-Band Bro’Sis im Zürcher Hallenstadion auf und hatten diverse Auftritte im In- und Ausland. Als dritte Single wurde der CD-Bonustrack Ça plane pour moi veröffentlicht.
Die Band kündigte eine halbjährige Pause an, die über ein Jahr dauerte. Die danach veröffentlichte Single I Found Love erzielte nicht den erwarteten Erfolg. Nachdem die Band den Soundtrack zum Kinofilm Mädchen Mädchen 2 produziert hatte, woraus die Singles (Funky Freakshow und Distorted Overdrive) entstanden, gab sie im Dezember 2004 die Trennung bekannt.

## Nach der Trennung
Nach der Trennung war Amanda am stärksten präsent in den Medien. Sie moderierte auf VIVA Quiz-Shows. Am 26. September 2008 erschien ihr erstes Solo-Album unter dem Künstlernamen Gogomandy, der durch die Zusammenarbeit mit dem Schweizer DJ Gogo entstanden ist. Zudem unterstützte sie Michael von der Heide beim Eurovision Song Contest 2010 als Background-Sänger des Beitrags Il pleut de l’or, der sich aber nicht für das Finale qualifizieren konnte. Mittlerweile arbeitet Amanda als selbständige Fotografin.
Evelyn veröffentlichte mit dem Schweizer DJ Mike Candys in den Jahren 2010 bis 2012 diverse Singles, die international die Toppositionen der Charts erreichten. Durch diese Platzierungen und diverse goldene Schallplatten wurde Evelyn erfolgreicher als Tears.
Im Jahr 2022 kam es anlässlich der Chartshow «Die 40 ....» auf dem Streamingdienst Oneplus zu einem gemeinsamen Auftritt von Tears.

## Diskografie

### Studioalben
| Jahr | Titel    | Höchstplatzierung, Gesamtwochen, AuszeichnungChartplatzierungen (Jahr, Titel, Platzierungen, Wochen, Auszeichnungen, Anmerkungen) | Höchstplatzierung, Gesamtwochen, AuszeichnungChartplatzierungen (Jahr, Titel, Platzierungen, Wochen, Auszeichnungen, Anmerkungen) | Höchstplatzierung, Gesamtwochen, AuszeichnungChartplatzierungen (Jahr, Titel, Platzierungen, Wochen, Auszeichnungen, Anmerkungen) | Anmerkungen                          |
| Jahr | Titel    | DE | AT | CH | Anmerkungen                          |
| ---- | -------- | --- | --- | --- | ------------------------------------ |
| 2002 | En Rouge | — | — | CH8 Gold · (10 Wo.)CH | Erstveröffentlichung: 24. April 2002 |

### Soundtrack
| Jahr | Titel             | Höchstplatzierung, Gesamtwochen, AuszeichnungChartplatzierungen (Jahr, Titel, Platzierungen, Wochen, Auszeichnungen, Anmerkungen) | Höchstplatzierung, Gesamtwochen, AuszeichnungChartplatzierungen (Jahr, Titel, Platzierungen, Wochen, Auszeichnungen, Anmerkungen) | Höchstplatzierung, Gesamtwochen, AuszeichnungChartplatzierungen (Jahr, Titel, Platzierungen, Wochen, Auszeichnungen, Anmerkungen) | Anmerkungen                         |
| Jahr | Titel             | DE | AT | CH | Anmerkungen                         |
| ---- | ----------------- | --- | --- | --- | ----------------------------------- |
| 2004 | Mädchen Mädchen 2 | — | — | — | Erstveröffentlichung: 21. Juni 2004 |

### Singles
| Jahr | Titel Album                                        | Höchstplatzierung, Gesamtwochen, AuszeichnungChartplatzierungen (Jahr, Titel, Album, Platzierungen, Wochen, Auszeichnungen, Anmerkungen) | Höchstplatzierung, Gesamtwochen, AuszeichnungChartplatzierungen (Jahr, Titel, Album, Platzierungen, Wochen, Auszeichnungen, Anmerkungen) | Höchstplatzierung, Gesamtwochen, AuszeichnungChartplatzierungen (Jahr, Titel, Album, Platzierungen, Wochen, Auszeichnungen, Anmerkungen) | Anmerkungen                                                |
| Jahr | Titel Album                                        | DE | AT | CH | Anmerkungen                                                |
| ---- | -------------------------------------------------- | --- | --- | --- | ---------------------------------------------------------- |
| 2001 | M.U.S.I.C. En Rouge                                | DE90 (1 Wo.)DE | — | CH1 Gold · (13 Wo.)CH | Erstveröffentlichung: 26. November 2001                    |
| 2002 | Dreamin’ En Rouge                                  | — | — | CH9 (21 Wo.)CH | Erstveröffentlichung: 11. März 2002                        |
| 2002 | Ça plane pour moi En Rouge                         | — | — | CH40 (11 Wo.)CH | Erstveröffentlichung: 28. Oktober 2002                     |
| 2003 | I Found Love                                       | — | — | CH23 (10 Wo.)CH | Erstveröffentlichung: 21. Dezember 2003                    |
| 2004 | Distorted Overdrive Mädchen Mädchen 2 – Soundtrack | — | — | — | Erstveröffentlichung: 2. August 2004                       |
| 2004 | Funky Freakshow Mädchen Mädchen 2 – Soundtrack     | — | — | — | Erstveröffentlichung: 21. Juni 2004 Diana Amft feat. Tears |